# Thomas Jordan
Pour les articles homonymes, voir Jordan et Thomas Jordan (homonymie).
Thomas Jordan (30 septembre 1819 - 27 novembre 1895), né à Luray Valley, Virginie, était un espion dans la guerre civile américaine. Il est entré dans l'armée unioniste en tant que deuxième lieutenant de la troisième infanterie à Snelling, Minnesota, et il combattit contre des Indiens Seminole. Autour de 1860, il a commencé à monter un réseau d'espions à Washington.